# Sigvald Skavlan
Sigvald Skavlan, född den 27 december 1839 i Søndmøre, död den 4 november 1912 i Kristiania, var en norsk präst, son till Aage Schavland, bror till Olaf, Aage och Harald Skavlan.
Skavlan blev 1864 teologie kandidat, 1869 lärare vid Trondhjems dövstuminstitut och 1872 dess föreståndare, 1877-1911 kyrkoherde ("sognepræst"), sedan 1894 vid Vor Frue kirke i Trondhjem, där han utövade stort inflytande, bland annat inom Videnskabsselskabet. 
Han författade en mängd dikter, berättelser, predikningar och religiösa tillfällighetsskrifter, bland annat
Nidaros. Oratorium opført ved Trondhjems 900-aarsjubilæum (1897) och Sangerhilsen vid sångarmötet i Trondhjem 1883, vartill Grieg satt musik.